# Sète Agglopôle Mobilité
 (février 2025).
Sète Agglopôle Mobilité est un réseau français de transport en commun, organisé par Sète Agglopôle Méditerranée depuis janvier 2007, initialement sous le nom de Totem puis Thau Agglo Transport de 2010 à 2018. Exploité par Keolis jusqu'en décembre 2008, le réseau voit sa gestion ensuite transférée à la Corporation française des transports (CFT), filiale du groupe Vectalia, entre janvier 2009 et septembre 2015. Depuis cette date, il est géré par la société Keolis Bassin de Thau, filiale de la société CarPostal France-Keolis, dans le cadre d’une DSP de sept ans,.

## Historique

### Les tramways de Sète
Entre 1901 et 1933, un réseau de quatre lignes de tramway exploitées par la Compagnie des tramways de Sète, filiale de l'Omnium lyonnais de chemins de fer et tramways, a desservi la ville.

### De la Sétoise des transports à Totem
Le 8 janvier 2007, le réseau Totem est créé à partir de l'ancien réseau urbain de Sète nommé « La Sétoise des transports ». Sont créées des lignes reliant Sète à des communes de la Communauté d'agglomération du Bassin de Thau. La tarification est unifiée sur l'ensemble du territoire communautaire, quel que soit le réseau utilisé, Totem ou Hérault Transport, dont des lignes desservent la Communauté depuis Montpellier. Le premier opérateur de Totem est Keolis.
L'essentiel des lignes assure la desserte des différents quartiers de Sète à partir de deux terminus principaux : la gare de Sète et les arrêts Noël Guignon et Passage Le Dauphin situé sur le canal royal. Pour les autres communes de la Communauté d'agglomération, avant 2008, deux lignes partent du centre de Sète pour desservir les communes de Balaruc-les-Bains et Balaruc-le-Vieux (ligne 10) et de Frontignan (ligne 11). La ligne estivale no 12, reliant les trois quartiers de Frontignan depuis La Peyrade jusqu'à Frontignan-Plage, devient une ligne permanente en 2007.
Le 2 janvier 2009, la Corporation française des transports (CFT) devient l'opérateur du réseau Totem. Grâce à une augmentation des moyens prévus par la Communauté d'agglomération, la CFT programme une augmentation des fréquences et de la régularité, notamment en séparant les circuits des lignes 2 et 3, souvent ralenties toutes deux par les embouteillages sur la Corniche, au sud de Sète.
Depuis le 2 janvier 2009, une ligne supplémentaire, no 14, circule à l'intérieur de Balaruc-les-Bains, améliorant la desserte de l'est de la commune tandis que la ligne 7 (reliant « Hôtel de Ville » à « Le Pont-Levis ») est supprimée.

### De Totem à Thau Agglo Transport

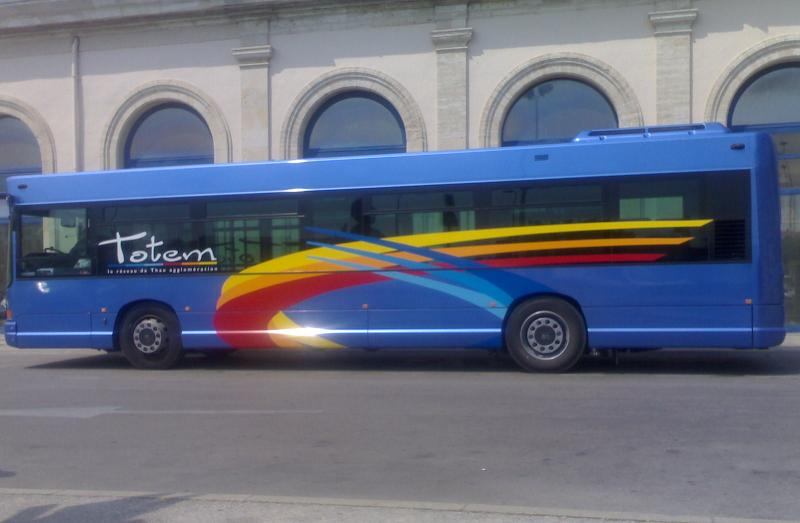
Ancienne livrée Totem sur un GX117L à la gare SNCF de Sète.

À partir du 5 septembre 2010, TOTEM devient Thau Agglo Transport, la livrée change, le bleu laisse place au jaune vif. Les lignes 10 à 14 sont modifiés pour certaines, les lignes estivales deviennent des lignes régulières. Le 3 septembre 2012 est créée une nouvelle ligne 7 desservant les quartiers situés au nord de la ville de Sète. Ainsi le nouveau quartier du Ramassis, en pleine expansion, et les Métairies sont désormais desservis avec comme terminus de la ligne le Passage Le Dauphin au centre-ville.
À partir du 1er septembre 2015, l'exploitation du réseau est confiée à CarPostal France pour une durée de sept ans. Ce nouveau contrat de délégation de service public inclut une hausse de l'offre de près de 30 % à partir du 2 janvier 2016, l'embauche de 36 salariés et l'achat par l'exploitant de 12 autobus neuf.
Les changements sont les suivants :
- La ligne 1 voit ses horaires améliorés ;
- Les lignes 2 et 3 circuleront désormais le dimanche, provoquant la suppression de la ligne 23 ;
- La ligne 4 reprend la desserte du quartier autour de l'église Saint-Louis à la ligne 5 et est dissociée de la ligne 6 ;
- La ligne 5, en plus de la modification précédemment citée, fera son terminus à l'église Notre-Dame-souveraine-du-Monde ;
- La ligne 6 devient gratuite et est dissociée de la ligne 4 ;
- La ligne 7 voit son trajet simplifiée avec une desserte des quartiers des Salins et de Villeroy dans les deux sens ;
- Les lignes estivales 9 et 15 sont globalement inchangées ;
- La ligne 10 abandonne la desserte du centre commercial de Balaruc à la nouvelle ligne 14S pour faire terminus aux Thermes ;
- La ligne 11 abandonne la desserte de Mireval à la nouvelle ligne 17 et fera son terminus à la ZAE de Frontignan. Elle fonctionnera désormais le dimanche ;
- La ligne 12 abandonne la desserte de Frontignan-Plage à la nouvelle ligne 16 pour faire terminus à Frontignan Ville ;
- La ligne 13 est globalement inchangée ;
- L'ancienne ligne 14 est remplacée par deux nouvelles lignes gratuites 14N et 14S : la 14N entre Balaruc-les-Bains et le Centre commercial et la 14S entre Balaruc-les-Bains et le centre commercial par l'ancien trajet de la ligne 10 ;
- Les nouvelles lignes 16 et 17 assureront désormais les liaisons respectives entre Frontignan-Ville et Frontignan-Plage et entre Mireval et Frontignan ;
- La nouvelle ligne 915 est une ligne à la demande qui circulera uniquement en période hivernale, quand les lignes 9 et 15 ne fonctionnent pas. Marseillan sera pour la première fois desservie à l'année par le réseau Thau Agglo Transport.

### Sète Agglopôle Mobilité
Le 2 janvier 2018, cinq nouvelles lignes dont une de transport à la demande seront mises en service pour relier les six communes issues de l'ancienne Communauté de communes du Nord du Bassin de Thau à Sète ; de plus, le nouveau nom du réseau, Sète Agglopôle Mobilité, fait son apparition sur la documentation officielle.

## Lignes du réseau

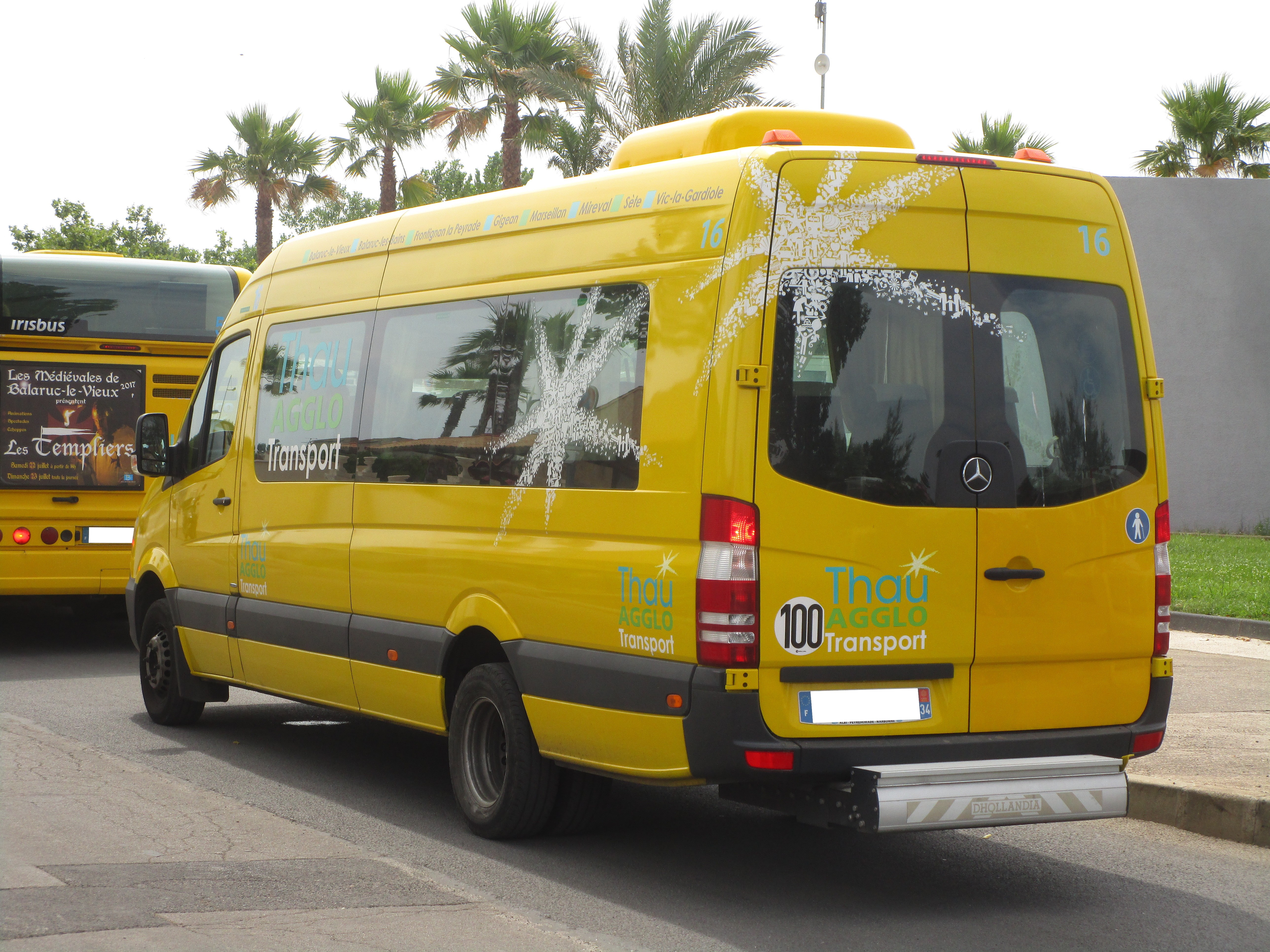
Un bus du réseau Thau Agglo Transport à Marseillan-Plage en 6 2017.

### Territoire desservi
En 2018, le réseau Sète Agglopôle Mobilité dessert les communes suivantes :
- Balaruc-le-Vieux ;
- Balaruc-les-Bains ;
- Bouzigues ;
- Frontignan ;
- Gigean ;
- Loupian ;
- Marseillan ;
- Mèze ;
- Mireval ;
- Montbazin ;
- Poussan ;
- Sète ;
- Vic-la-Gardiole ;
- Villeveyrac.

Depuis le 2 janvier 2018, il est étendu aux communes de l'ancienne communauté de communes du Nord du Bassin de Thau, par intégration de lignes départementales Hérault Transport, cette dernière ayant fusionné avec Sète Agglopôle Méditerranée le 1er janvier 2017.

### Les lignes
Lignes régulières

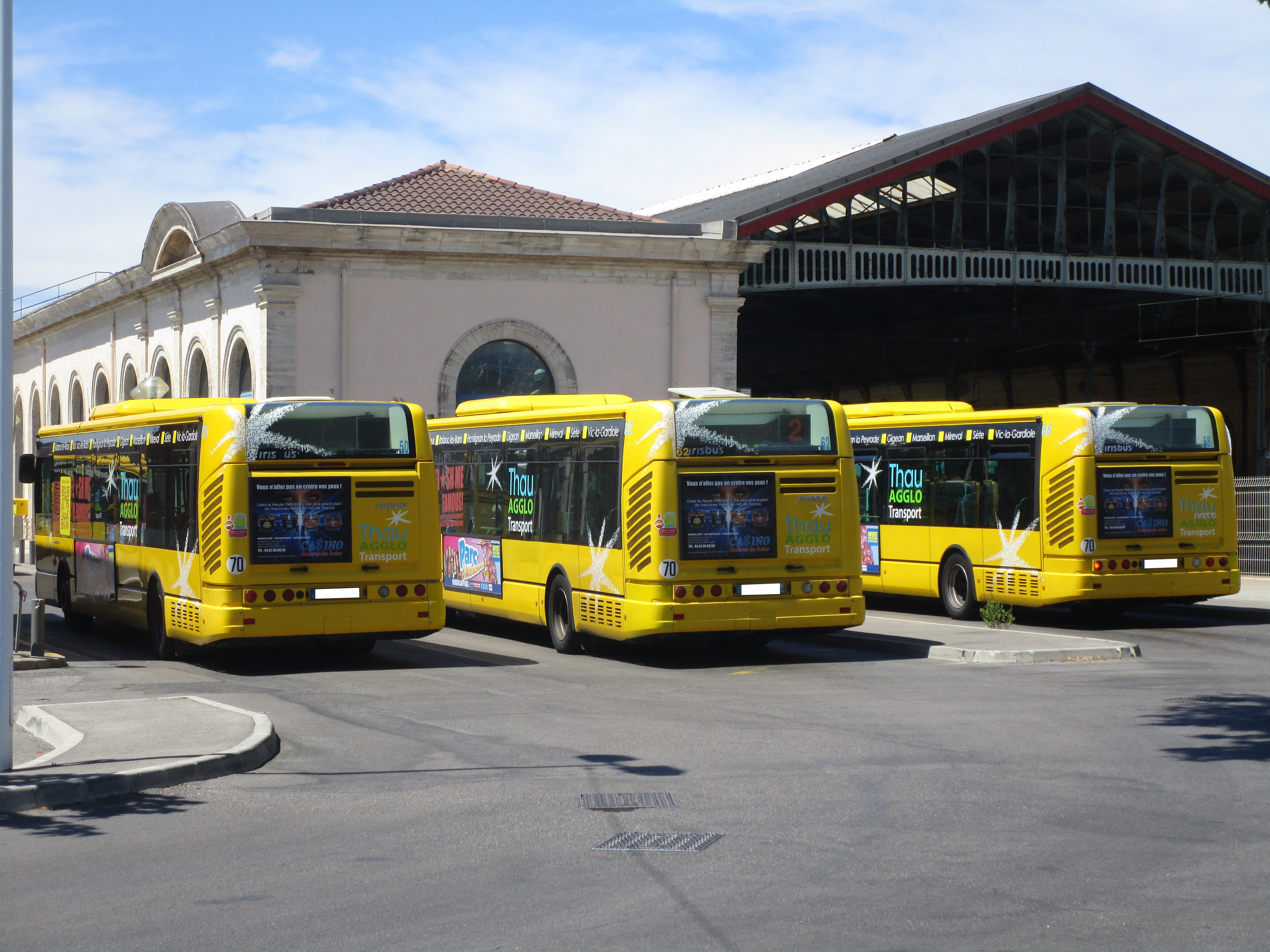
Plusieurs véhicules devant la gare de Sète, pôle central du réseau, en 6 2017.

Le réseau est organisé en étoile autour du centre-ville de Sète et se compose de 21 lignes régulières dont 8 internes à Sète. 

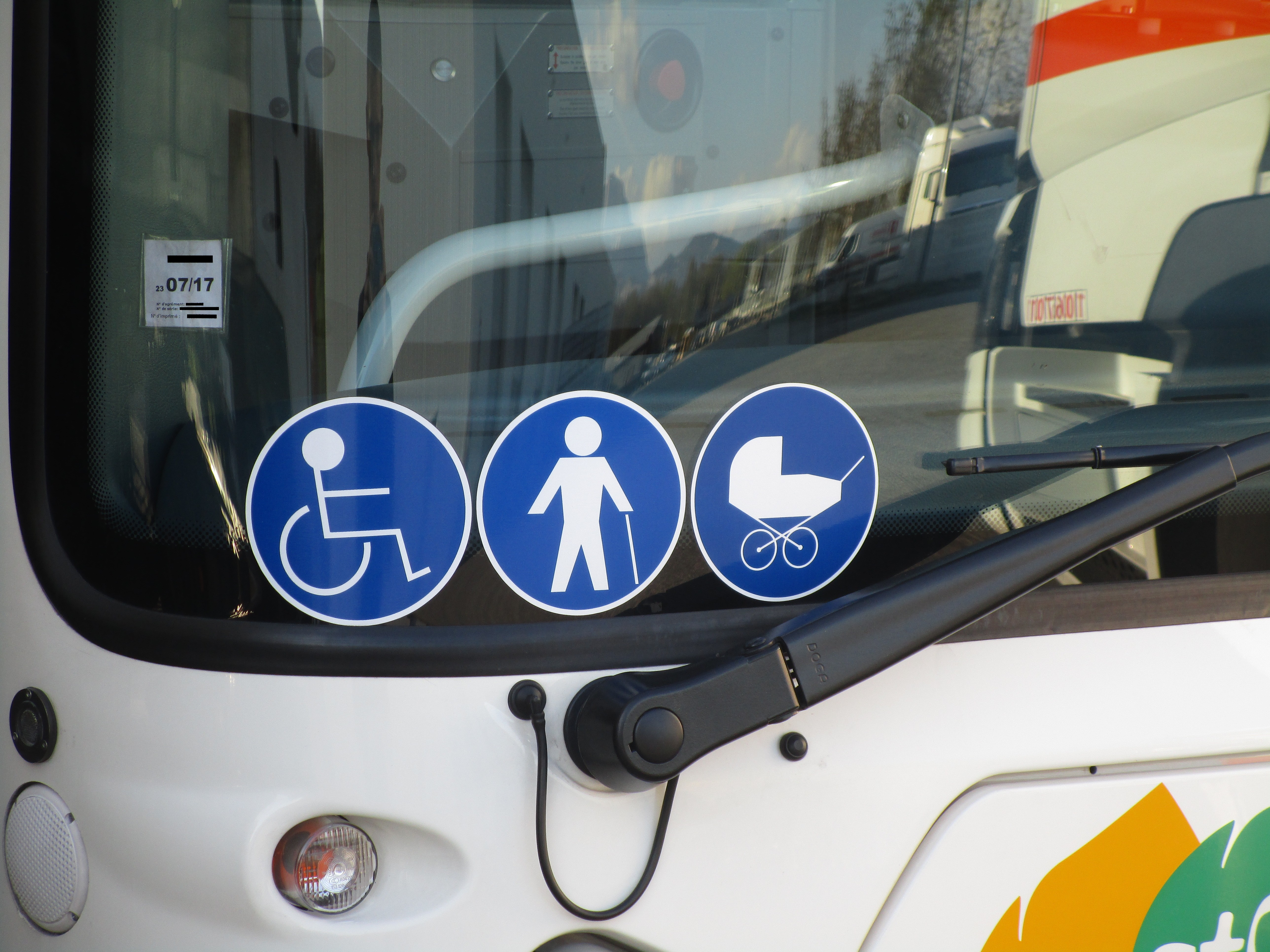
Les logos signalant la présence d’aménagement pour les PMR sur le pare-brise d’un bus.

Selon la période de l’année, une ou deux lignes sont ajoutées au réseau : en été, les lignes 9 — reliant la gare de Sète à Marseillan-Plage — et 15 — reliant le camping du Castellas à Sète au centre-ville de Marseillan — circulent tous les jours. Entre octobre et avril, ces deux lignes sont fusionnées en une seule, numérotée 915, qui est assurée uniquement en Transport à la demande[source secondaire souhaitée].

### Accessibilité aux personnes à mobilité réduite
L’ensemble du parc est accessible aux PMR. En effet, tous les bus sont équipés de planchers surbaissés et de rampes d’accès rétractables situées sous la porte centrale. Les véhicules équipés d’aménagements pour les PMR sont repérables par la présence d’une étiquette bleue avec une personne en fauteuil roulant sur l’avant et/ou au niveau de la porte centrale.
L’ensemble des véhicules disposent d’emplacements réservés aux Utilisateurs de fauteuil roulant (UFR) et aux personnes à mobilité réduite (PMR), le plus souvent situés en face de la porte centrale, avec un bouton à proximité pour demander l’arrêt, ce qui permet de signaler au conducteur qu’il devra s’adapter pour faciliter la descente de l’usager handicapé lors du prochain arrêt.
Lors de l’arrêt, le conducteur peut effectuer, si l’emplacement le permet, une manœuvre appelée agenouillement destinée à faciliter la montée/descente de l’usager. Au cours de cette manœuvre, le véhicule est amené au plus près du trottoir et incliné sur le côté droit afin de réduire au maximum la différence de hauteur entre le plancher du bus et le sol, puis la rampe d’accès située sous la porte est déployée et les portes sont ouvertes afin de permettre l’entrée/sortie du passager. L’ensemble de ces actions est contrôlé depuis le poste de conduite.

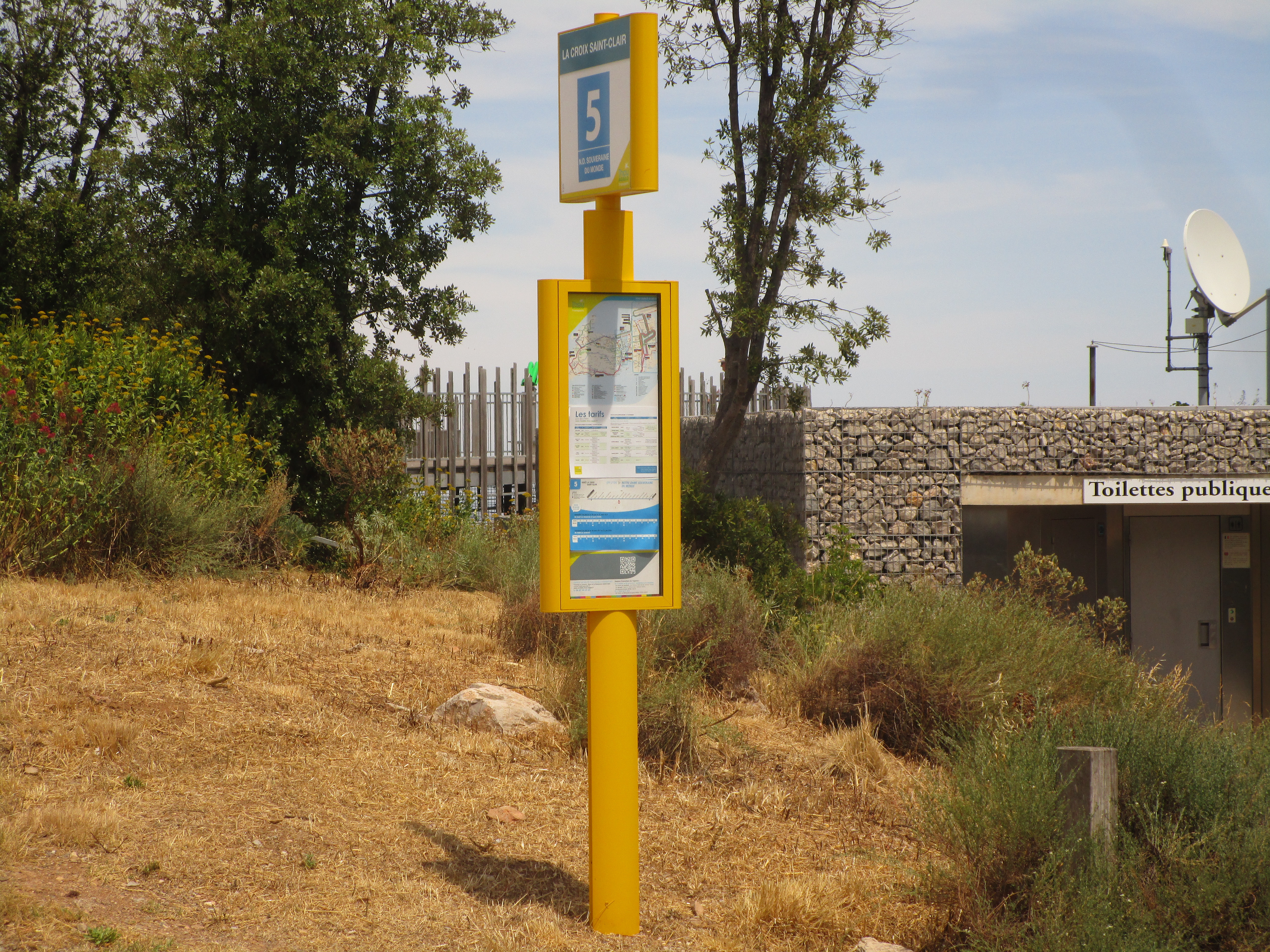
L’arrêt de bus La Croix Saint-Clair à Sète en 7 2017.

### Arrêts
En 2017, le réseau est composé d’environ 435 arrêts de bus, dont un peu plus de 360 desservis dans les deux sens.
Les arrêts se présentent sous la forme de poteaux jaune composés de deux parties, tournées perpendiculairement par rapport à un axe central. Dans la partie supérieure, on trouve le nom de l’arrêt ainsi que le numéro des lignes le desservant et leur destination, tandis que la partie inférieure est réservée aux fiches horaires ainsi qu’à un plan et à la grille tarifaire. Dans certains cas, les poteaux sont doublés par une ou plusieurs aubettes.
Certains arrêts sont aménagés afin d’être accessibles aux PMR, le plus souvent par la surélévation du bord afin de limiter l’écart entre le bord du véhicule et le sol.

## Le service TPMR
Le service de transport de personnes à mobilité réduite est fait par le GIHP Languedoc-Roussillon en partenariat avec Thau Agglo.

## Identité visuelle

### Logos

Le logo du réseau jusqu'en 2018
Le logo actuel.

### Livrée des véhicules

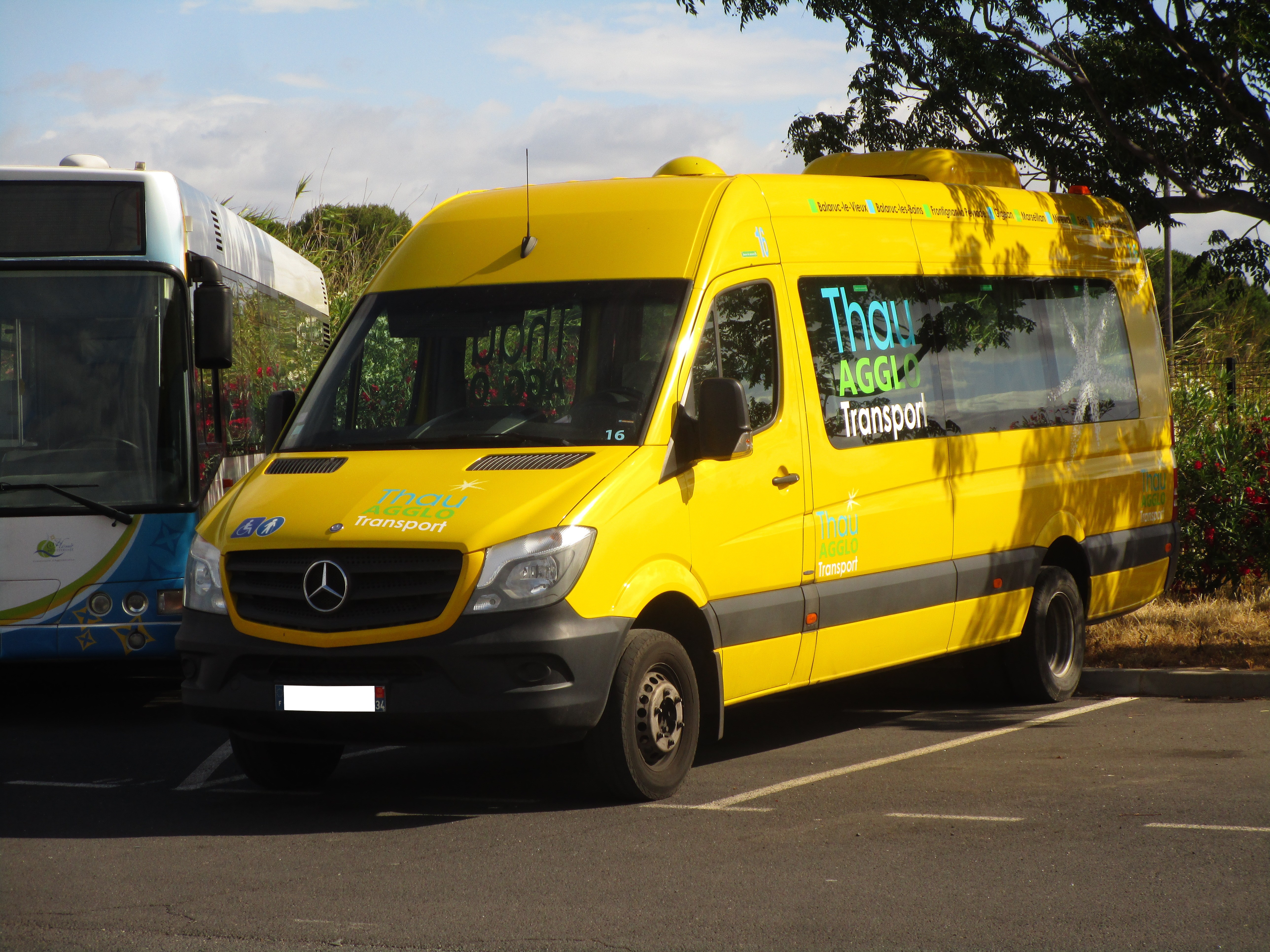
Vue sur l’avant gauche.
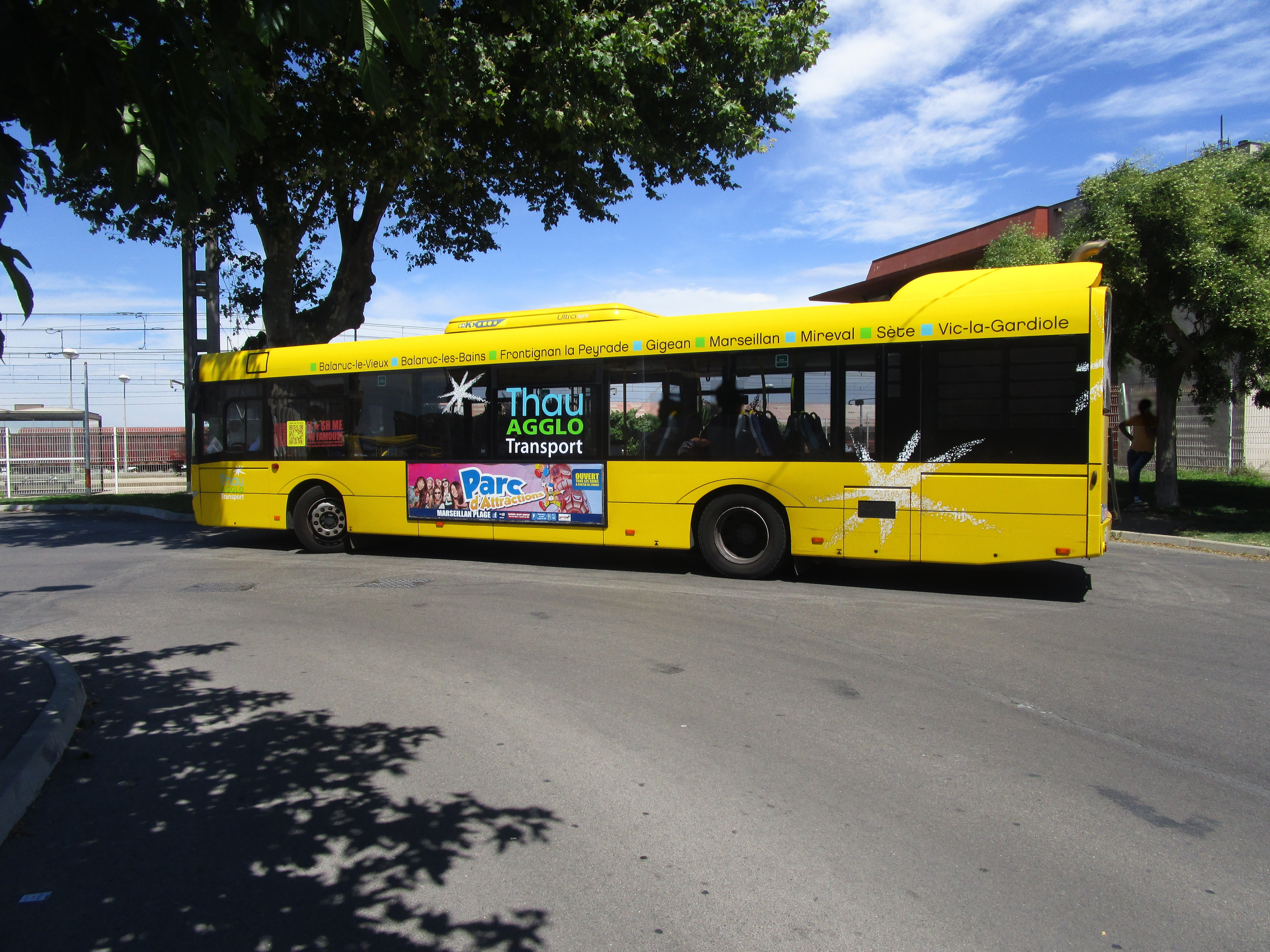
Vue sur le côté gauche.
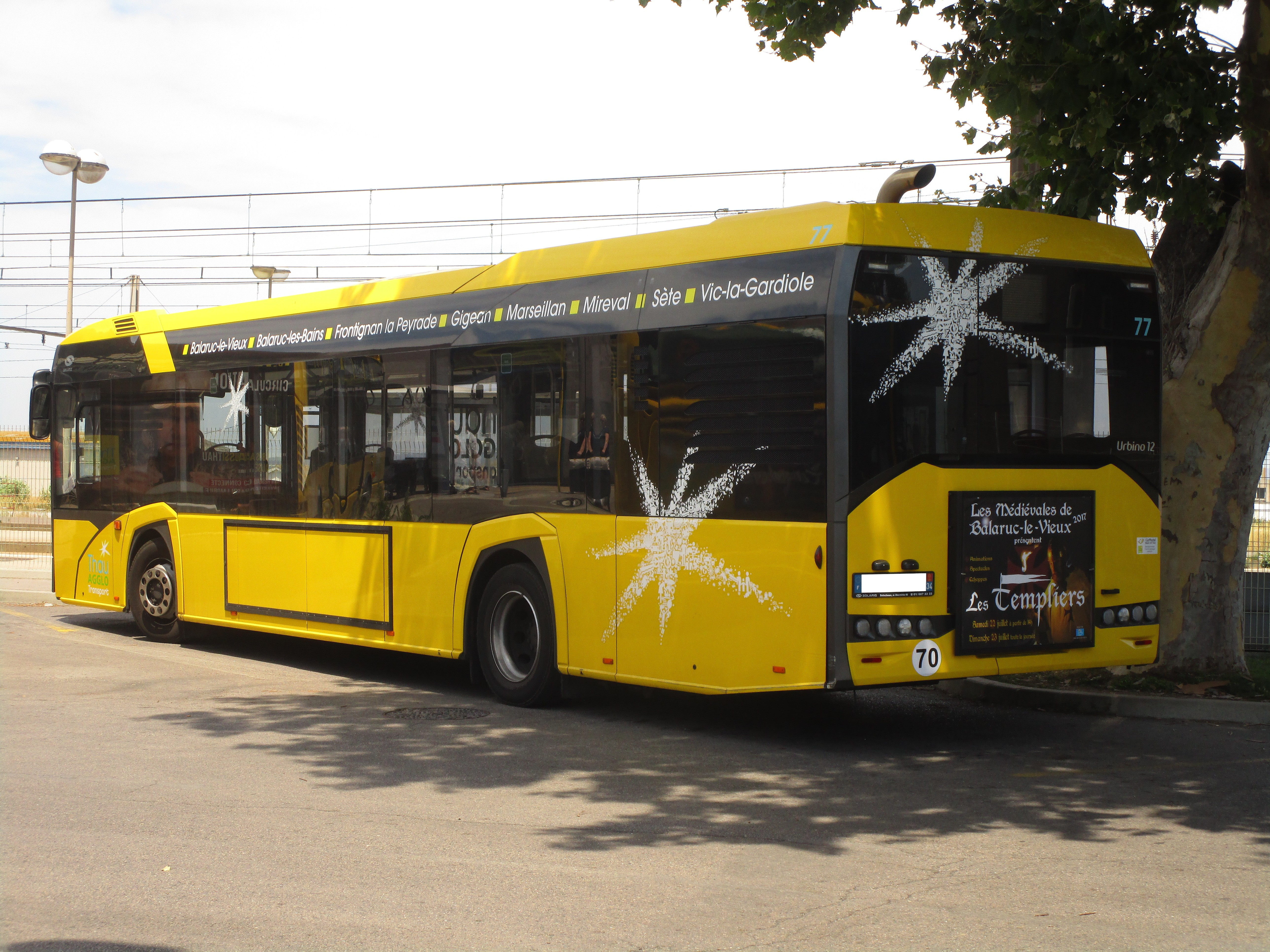
Vue sur l’arrière gauche.

## Exploitation

### État de parc
En 2017, 54 bus de différentes tailles sont affectés aux lignes du réseau Sète Agglopôle Mobilité. Ils sont pour la plupart fournis par Sète Agglopôle Méditerranée, bien que certains appartiennent à la société CarPostal Bassin de Thau.
Ils arborent tous une livrée similaire, à l’exception de deux bus qui ont une livrée blanche. Ils sont presque tous désignés par un numéro de parc, notés à plusieurs endroits sur la carrosserie des véhicules.

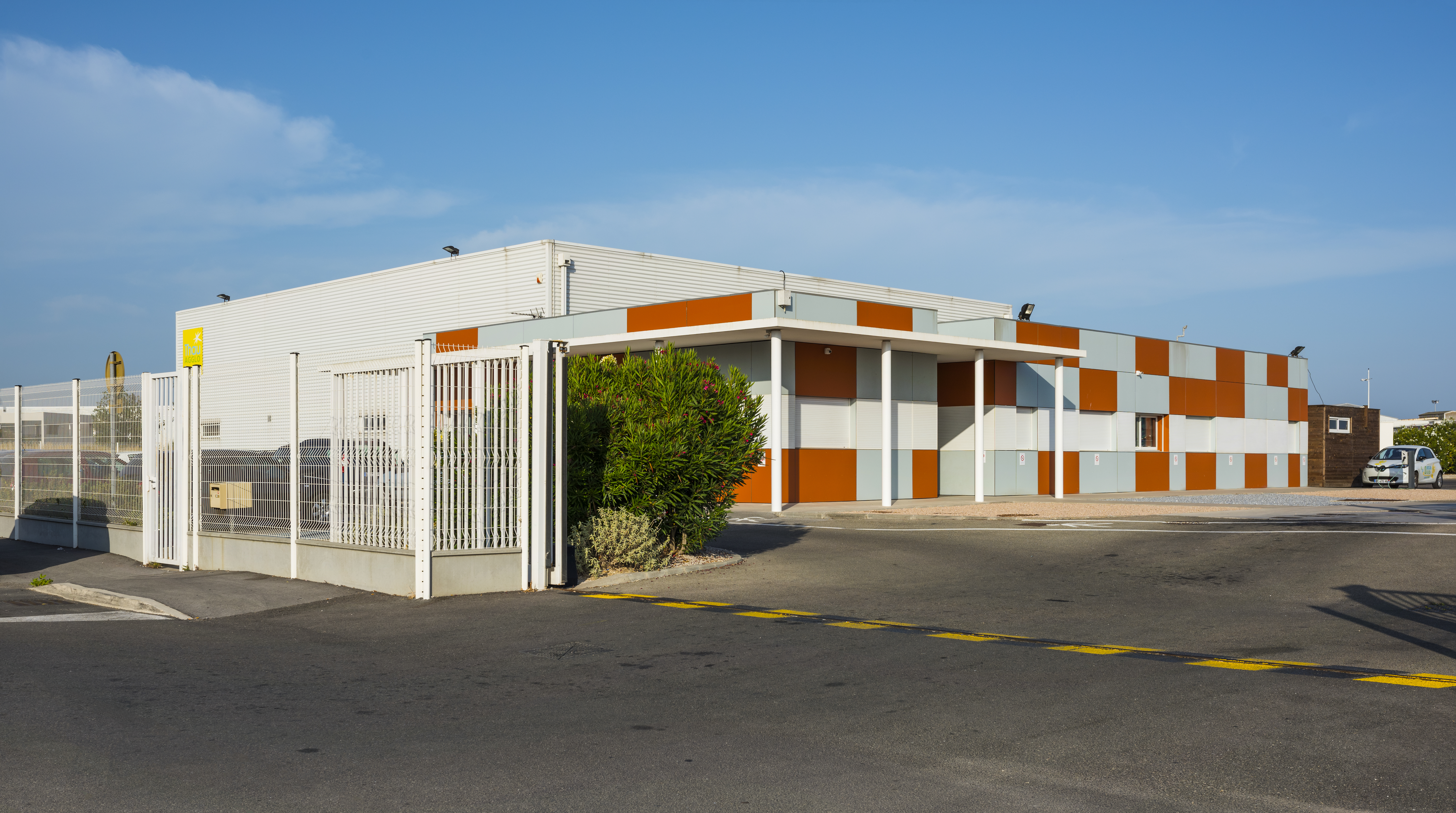
Le dépôt de Sète Agglopôle Mobilité à Sète en 8 2017.

### Dépôts
Les bus du réseau sont entreposés dans un dépôt fourni par la communauté d’agglomération. Installé dans une zone industrielle situé derrière la gare, le dépôt est situé au 15 Rue de Copenhaugue, à Sète (43° 25′ 04″ N, 3° 42′ 07″ E). Capable d’accueillir une quarantaine d’autocars, il dispose d’un atelier technique, d’une station de lavage et d’une station service.
Les bureaux de la société chargée de l’exploitation du réseau Sète Agglopôle Mobilité, CarPostal Bassin de Thau, sont également présents dans l’enceinte du dépôt.
Le réseau s’étendant au-delà de Sète, quelques véhicules Sète Agglopôle Mobilité affectés à des lignes éloignées ou au TAD sont stationnés dans d’autres dépôts de CarPostal, dont celui d'Agde, afin de faciliter les prises de service.

### Sécurité
- Si vous ne connaissez pas le sujet, laissez ce bandeau (vous pouvez alors contacter les auteurs).
- Si vous supprimez le contenu mis en cause (vous pouvez préalablement contacter les auteurs),

argumentez précisément cette suppression dans la page de discussion
(un manque de référence n'est pas un argument ; une recherche réelle de référence doit avoir été effectuée, être formellement documentée).
Conformément à la législation en vigueur, l’ensemble du parc est soumis à un contrôle technique, effectué par un centre indépendant et reconnu, valable 6 mois. Au cours de cette visite, tous les éléments de sécurité ainsi que l’arrimage des sièges et la motorisation sont vérifiés.
La position des véhicules est retransmise par GPS, grâce au Système d’Aide à l’Exploitation et à l’Information Voyageurs (SAEIV), au centre d’exploitation où une équipe est chargé de s’assurer de l’absence de problèmes sur le réseau. Les véhicules sont également équipés d’émetteur-récepteur permettant aux conducteurs d’être informés des perturbations sur le réseau et de communiquer avec le centre d’exploitation.

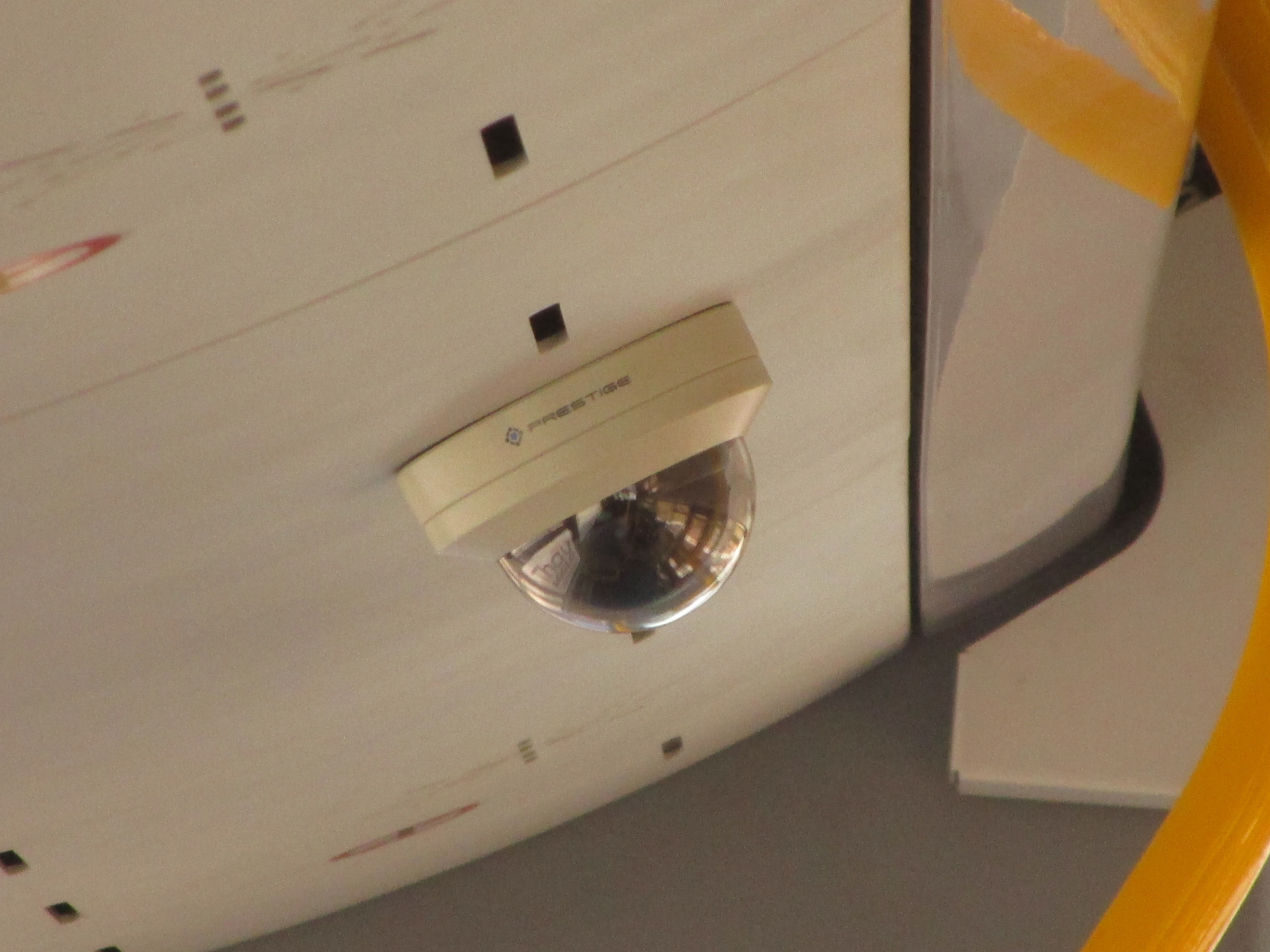
Une caméra de vidéosurveillance.

Les bus sont également équipés, depuis 2002, de caméras de vidéosurveillance. Leur nombre varie selon le type de véhicules (2 dans les minibus et midibus, 3 dans les standards et jusqu’à 4 à bord des articulés), mais leur disposition reste sensiblement la même dans tous : une première caméra, à infrarouge, est située au-dessus du poste de conduite et permet de surveiller la porte avant. Une seconde est installée sous (ou devant) le bandeau lumineux pour l’information aux voyageurs, et une troisième est installée au-niveau de la porte centrale. Cette configuration permet de couvrir l’ensemble du bus et de pouvoir vérifier toutes les portes.
Les portes sont dotées de nombreuses sécurités. En effet, chacune d’elles est dotée de bords sensibles, capable de remarquer la présence d’un corps étranger entre les battants et d’entraîner un phénomène de réversion, c’est-à-dire la réouverture des portes. Selon le type de véhicules, deux systèmes existent pour vérifier la présence d’un individu trop près des portes au moment de leur ouverture/fermeture : soit un détecteur, installé au-dessus de la porte, capable de déceler une présence par infrarouge, ou une marche sensible, apposée au sol, qui calcule le poids appuyant dessus. En cas d’anomalie, le système enclenche la réouverture des portes. Des capteurs sont également installés afin de vérifier la bonne fermeture des portes arrière : si l’une d’elles est mal fermée, le véhicule ne peut pas démarrer. L’ouverture de la porte avant n’empêche pas de faire partir le bus, mais elle est programmée pour se fermer automatiquement après 5 secondes. Enfin, en cas de problème empêchant l’ouverture des battants depuis l’intérieur, deux mécanismes, l’un à l’extérieur et l’autre à l’intérieur, sont installés à proximité de chaque portes et permettent de déclencher la décompression, c’est-à-dire le fait de vider les réserves d’air comprimé, rendant ainsi les battants inertes.
Tous les bus sont équipés de marteaux brise-vitre situés le plus souvent derrière le conducteur ou, dans certains véhicules, au niveau des baies latérales. Conformément à la législation en vigueur, au moins cinq vitres latérales et le pare-brise arrière des véhicules, signalés par la mention « Issue de secours », peuvent être brisés afin d’évacuer le bus en cas d’urgence (incendie, accident, etc.).

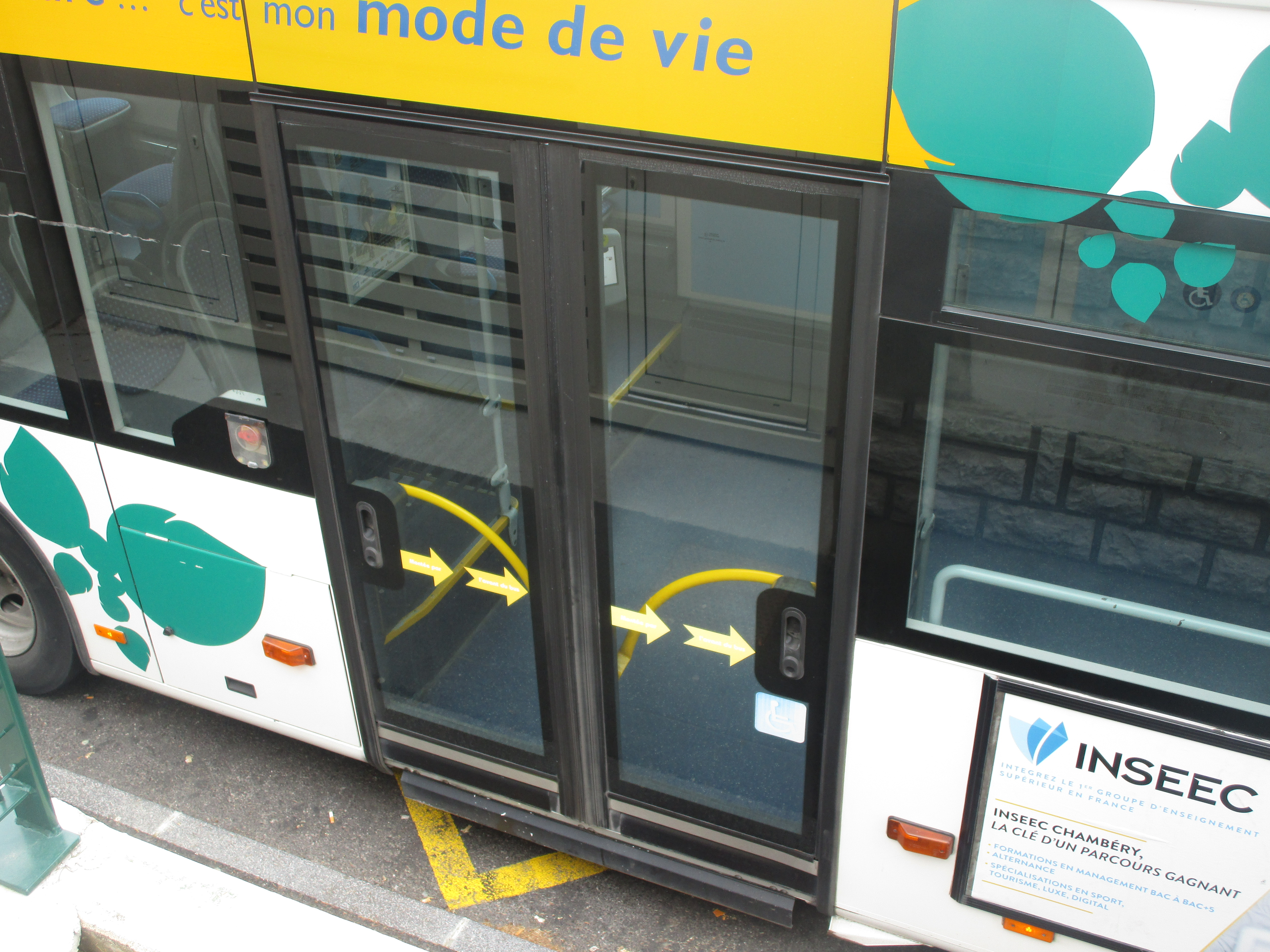
Des portes dotées de bords sensibles.
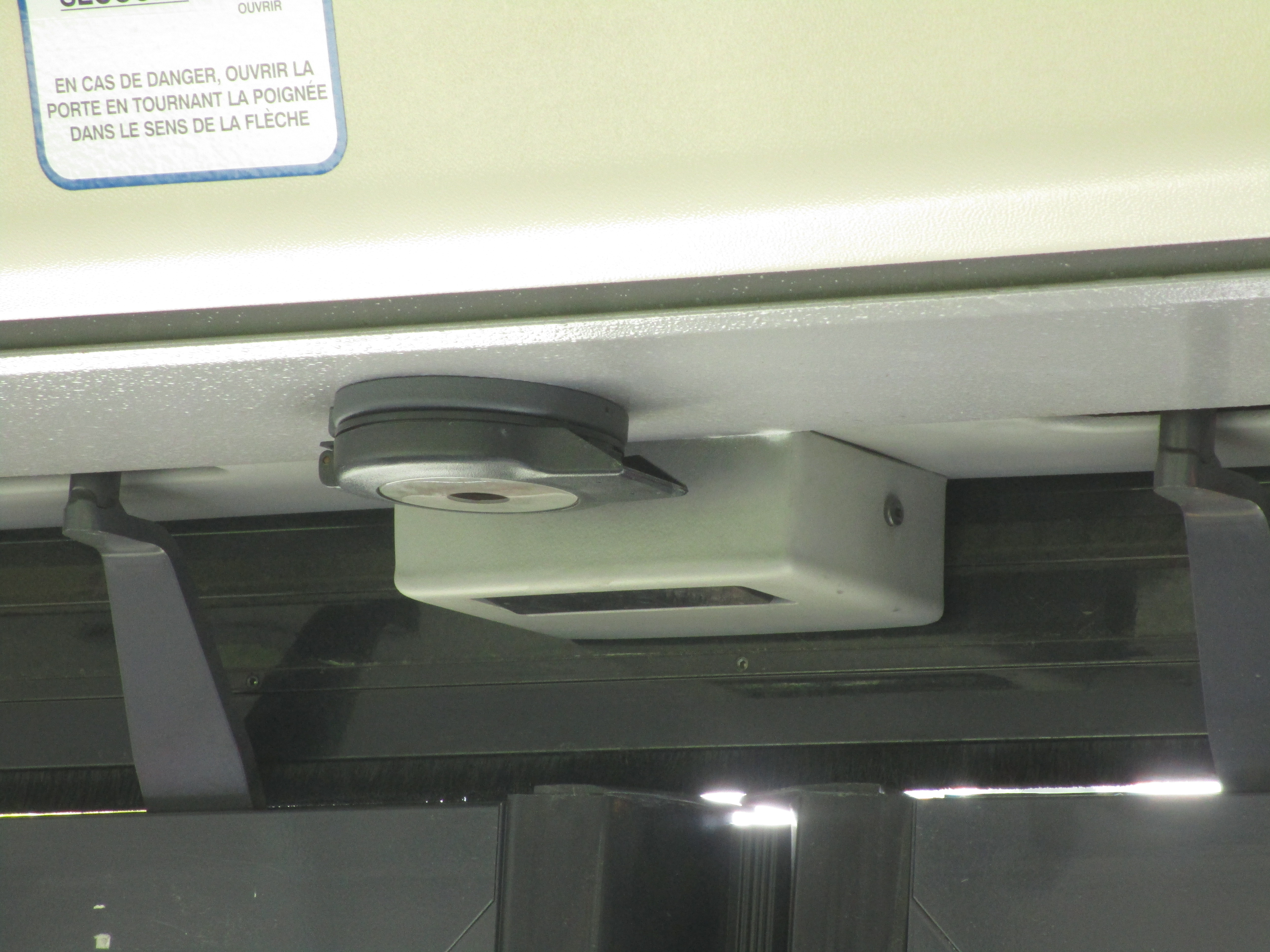
Une cellule détectrice (à l’arrière) et l’ouverture de secours des portes.
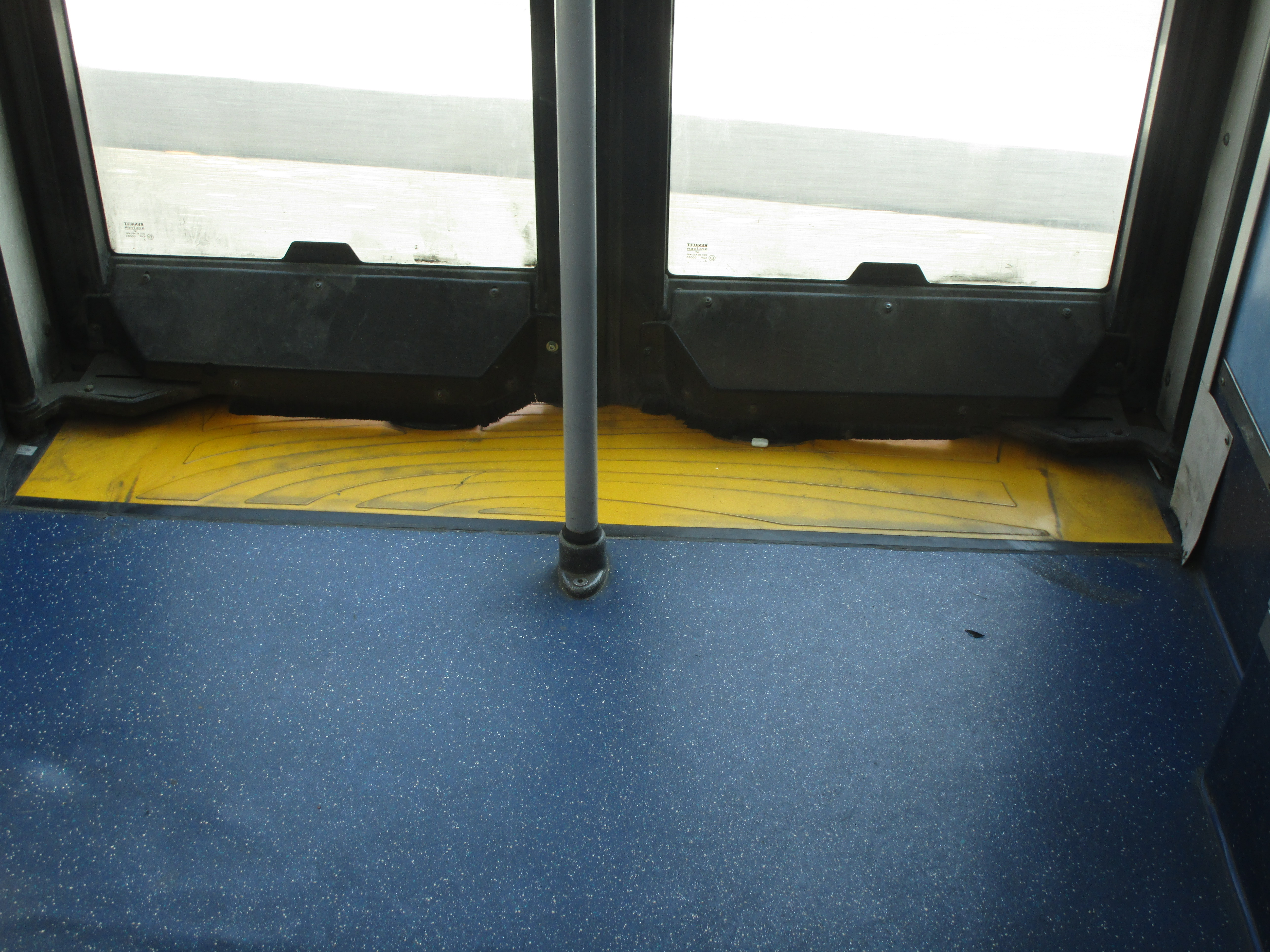
Une marche sensible.
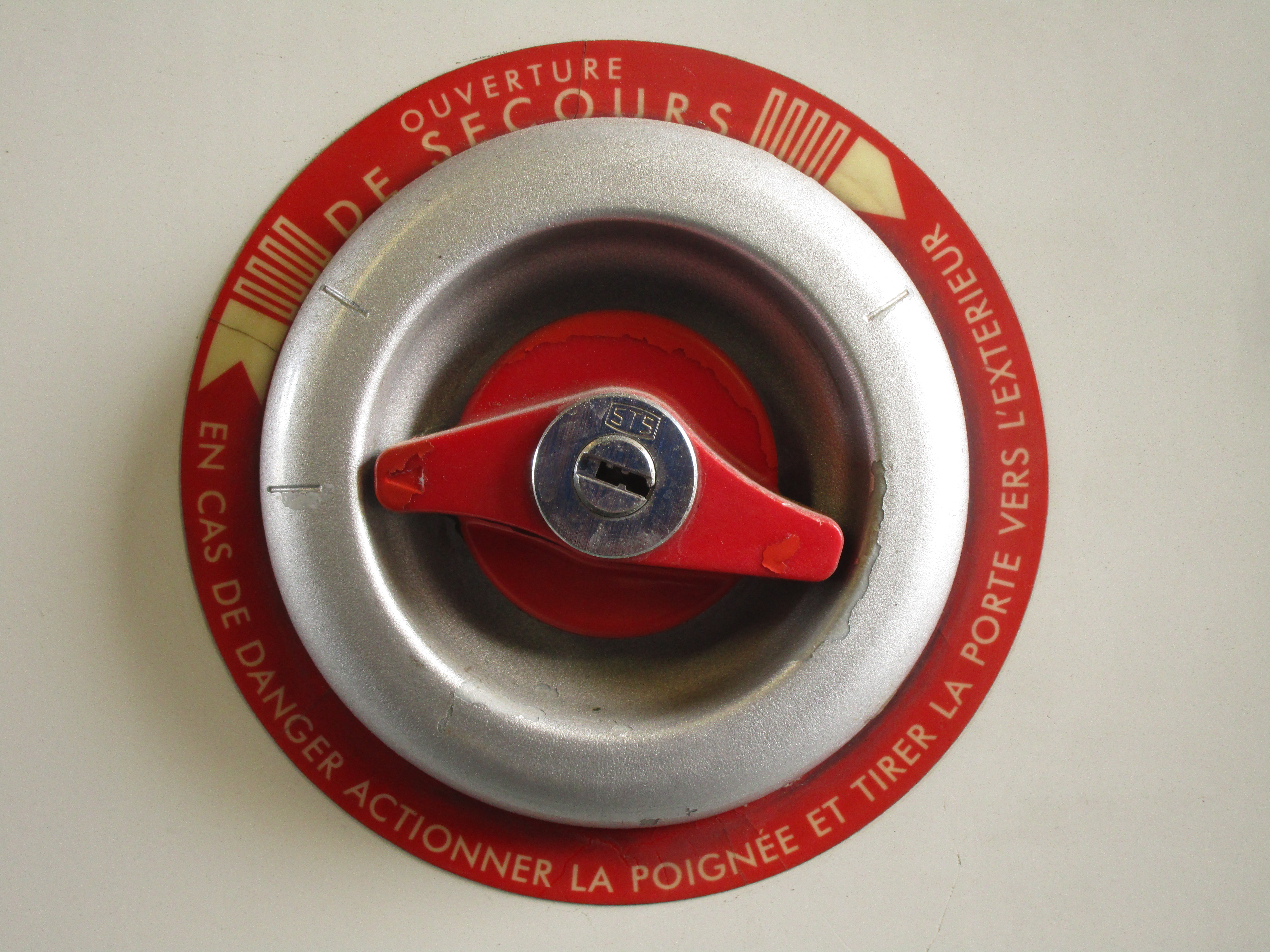
Le système d’ouverture de secours des portes (extérieur).
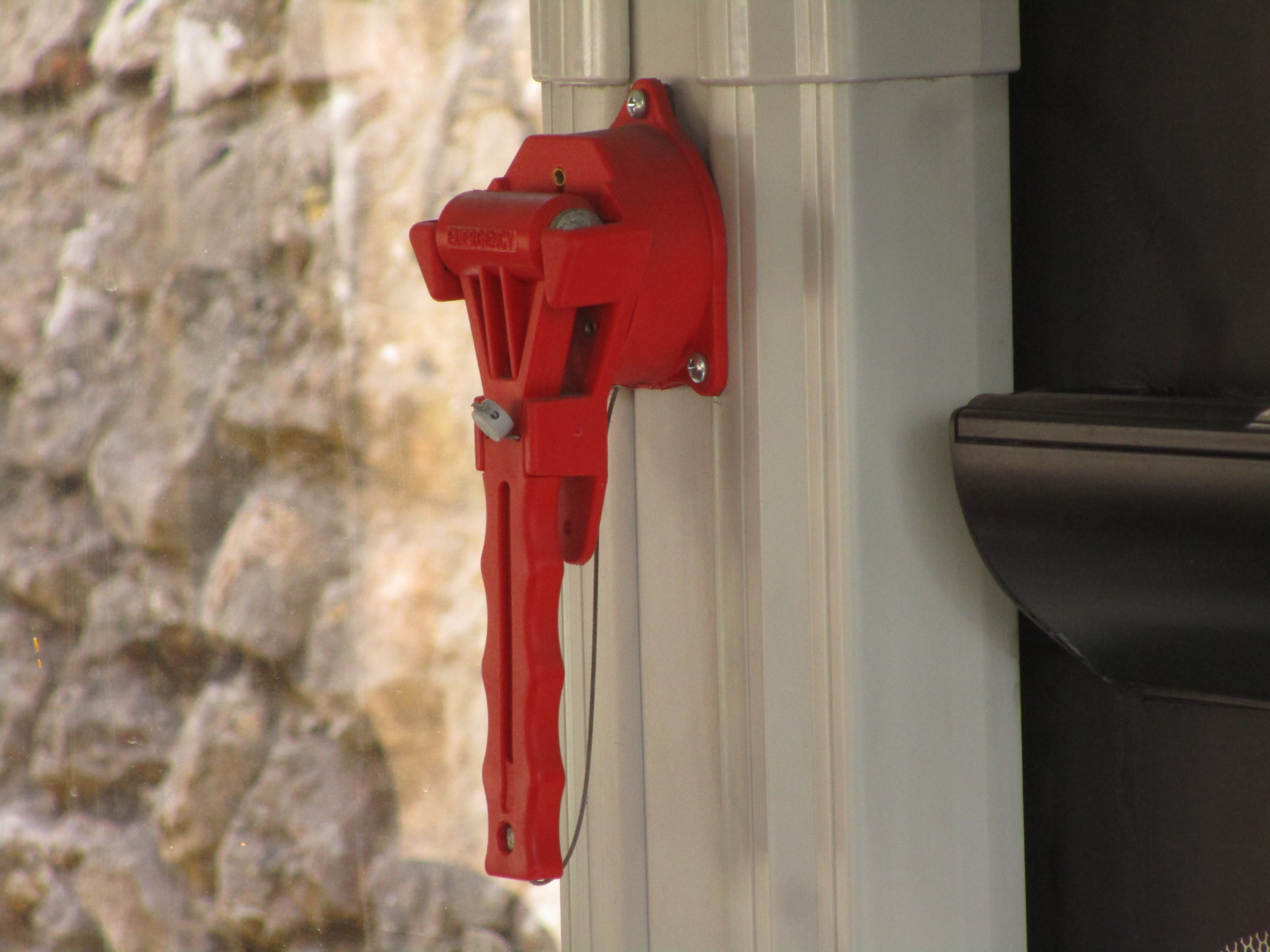
Un marteau brise-vitre.

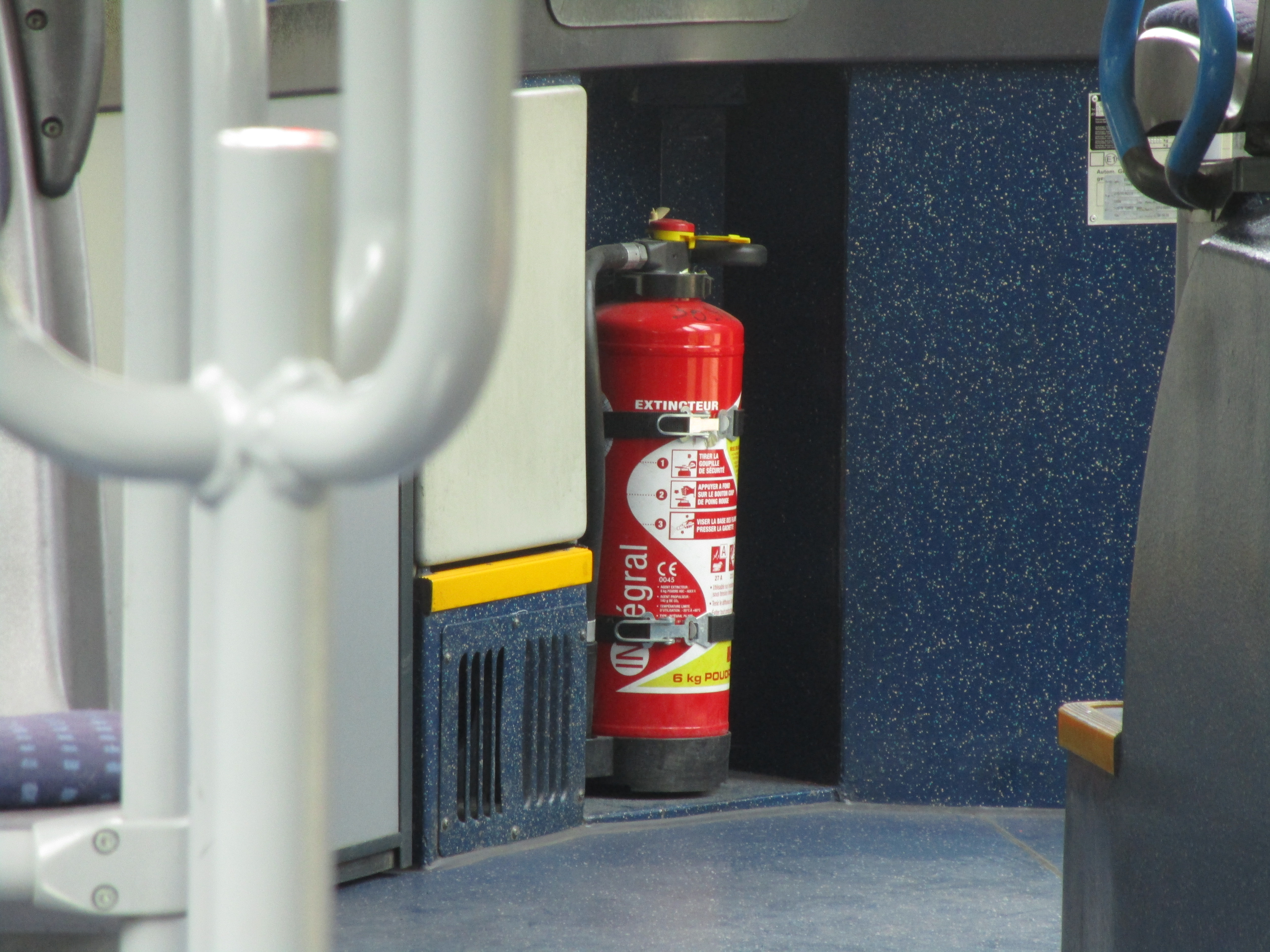
Un extincteur.

Ils sont également dotés de moyens de lutte contre l’incendie, notamment un extincteur, qui est situé au niveau de la porte avant.
Les portillons sont dotés d’une alarme, qui sonne si celui-ci n’est pas ou mal fermé.
Enfin, en raison de la région considérée comme montagneuse, les bus doivent être équipés d’un double ralentisseur. En revanche, étant donné que les véhicules ne circulent que sur un réseau urbain, ils n’ont pas à être équipés d’un chronotachygraphe.